# Bethel (Connecticut)
Bethel és un poble dels Estats Units a l'estat de Connecticut. Segons el cens del 2005 tenia 18.760 habitants.

## Demografia
Segons el cens del 2000, Bethel tenia 18.067 habitants, 6.505 habitatges, i 4.846 famílies. La densitat de població era de 415,5 habitants per km².
Dels 6.505 habitatges en un 38,6% hi vivien nens de menys de 18 anys, en un 62,4% hi vivien parelles casades, en un 9% dones solteres, i en un 25,5% no eren unitats familiars. En el 20,6% dels habitatges hi vivien persones soles el 7,7% de les quals corresponia a persones de 65 anys o més que vivien soles. El nombre mitjà de persones vivint en cada habitatge era de 2,76 i el nombre mitjà de persones que vivien en cada família era de 3,23.
Per edats la població es repartia de la següent manera: un 27,3% tenia menys de 18 anys, un 6% entre 18 i 24, un 31,9% entre 25 i 44, un 24,6% de 45 a 60 i un 10,2% 65 anys o més.
L'edat mediana era de 37 anys. Per cada 100 dones de 18 o més anys hi havia 92,1 homes.
La renda mediana per habitatge era de 68.891 $ i la renda mediana per família de 78.358 $. Els homes tenien una renda mediana de 51.816 $ mentre que les dones 36.544 $. La renda per capita de la població era de 28.927 $. Aproximadament l'1,2% de les famílies i el 2,5% de la població estaven per davall del llindar de pobresa.

## Poblacions properes
El següent diagrama mostra les poblacions més properes.

## Personatges il·lustres
- P. T. Barnum (1810 - 1891) actor